# Traité des trois aigles noires
Le Traité des trois aigles noires, ou traité de Berlin, est un traité secret signé en septembre et décembre 1732 entre la monarchie habsbourgeoise, l'Empire russe et le royaume de Prusse. L'objet en était la politique commune que devaient adopter ces trois puissances au sujet de la succession au trône polonais en regard de la mort vraisemblablement prochaine du roi Auguste II de Pologne et de la coutume polonaise des élections royales. Le but en était d'exclure les candidatures du fils d'Auguste, Frédéric-Auguste, ainsi que de Stanislas Leszczynski, qui avait déjà été roi de Pologne de 1704 à 1709.
Cependant, en 1733, alors que Stanislas était sur le point d'être élu, la Russie et l'Autriche changèrent de stratégie et signèrent le traité de Löwenwolde (le 19 août 1733, voir infra) pour soutenir Frédéric-Auguste. Stanislas dut finalement quitter la Pologne, et Frédéric-Auguste fut élu roi de Pologne sous le nom d'Auguste III.

## Origine du nom
Le nom de « Traité des trois aigles noires » provient du fait que les trois parties signataires avaient une aigle noire comme armoiries d'État, par opposition à l'aigle blanche, symbole de la Pologne. Quant à la désignation de « traité de Berlin », elle est due au lieu où la Prusse le signa en décembre 1732 (la Russie et l'Autriche s'étaient déjà entendues le 13 septembre de la même année).

Armoiries de l'Empire russe.
Armoiries personnelles de Joseph II.
Armoiries de la Prusse.
Armoiries de la Pologne-Lituanie ; l'on y voit l'aigle blanche polonaise.

## Termes du traité

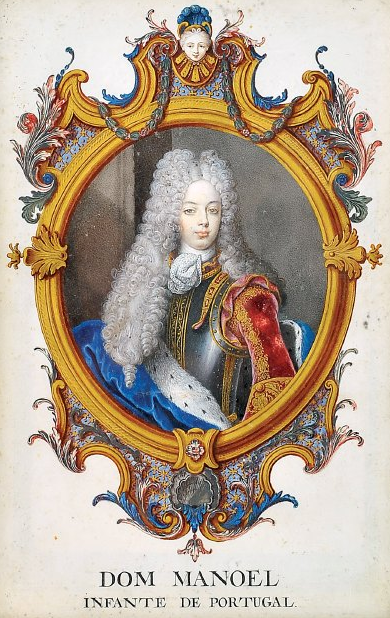
Manuel de Bragance, Infant du Portugal, candidat à la couronne polono-lituanienne.

Par les termes de ce traité, les trois puissances s'accordaient sur une opposition commune à la candidature d'un autre représentant de la maison de Wettin ainsi qu'à la candidature du pro-français Stanisław Leszczyński, beau-père de Louis XV. Aussi, elles convinrent de soutenir soit l'infant Manuel, comte d'Ourém et frère du roi du Portugal, soit un membre de la famille des Piast.
Le traité des trois aigles noires visait plusieurs objectifs. Aucune des trois parties ne soutenait sérieusement la candidature de l'infant Manuel. L'objectif réel visé par les trois puissances était de s'entendre sur le fait qu'il était dans leur intérêt commun que la république des Deux Nations n'entreprenne pas de réformes susceptibles de le renforcer, et que son nouveau monarque leur reste bien disposé. Par ailleurs, l'Autriche et la Russie voulaient aussi discrètement réduire la possibilité d'une alliance franco-prusso-saxonne. La Prusse reçut en outre la promesse que ses intérêts en Courlande (officiellement vassale de la Pologne-Lituanie) seraient défendus.

## Le traité de Löwenwölde
La situation politique changeant rapidement, le traité des Trois aigles noires fut promptement amendé, d'autant plus qu'il n'avait jamais été ratifié par l'impératrice de Russie. Leur objectif premier, la rupture de l'alliance franco-saxonne-prussienne, étant déjà atteint, les trois puissances cherchaient désormais à s'assurer du soutien de diverses factions polonaises et saxonnes. Ainsi, le 19 août 1733, la Russie et l'Autriche conclurent le traité de Löwenwolde avec la Saxe et nouvel électeur, Frédéric Auguste II. Le traité porte le nom de l'un des principaux diplomates ayant participé aux négociations, le Russe Karl Gustav von Löwenwolde.
Les termes du traité de Löwenwolde étaient simples. La Russie devait fournir des troupes pour assurer l'élection et le couronnement de Frédéric Auguste, et celui-ci devait, en tant que roi de Pologne, reconnaître Anna Ivanovna comme impératrice de Russie, renoncer aux revendications polonaises sur la Livonie, et ne pas s'opposer aux intérêts russes en Courlande (ce qui impliquait dans les faits de soutenir le règne d'Ernst Johann von Biron, un favori de la tzarine). L'Autriche reçut quant à elle la promesse qu'une fois élu roi, Frédéric Auguste renoncerait à toute prétention à la succession autrichienne et respecterait la Pragmatique Sanction de 1713.

## Conséquences
La Prusse permit au candidat français, Stanislas Leszczyński, de traverser ses terres en toute sécurité et continua à s'opposer à l'élection de Frédéric Auguste. L'Autriche comme la Russie déclarèrent publiquement qu'elles ne reconnaîtraient pas Leszczyński si d'aventure il devait être élu. Cependant, le sejm électoral de Wola alla de l'avant et choisit Leszczyński le 12 septembre 1733, une décision annoncée par l'interrex du moment, le primat Potocki,. 
Les promesses diplomatiques et l'arrivée des troupes russes à l'extérieur de Varsovie le 20 septembre amènent un « parlement croupion », dirigé par Michel Wiśniowiecki (grand chancelier de Lituanie) et Théodore Lubomirski (gouverneur de Cracovie) ainsi que l'évêque de Poznań Stanisław Józef Hozjusz et l'évêque de Cracovie Jan Aleksander Lipski à organiser une nouvelle élection, sous la protection des troupes russes, à l'issue de laquelle ils choisissent d'élire roi Frédéric Auguste II de Saxe, qui devient ainsi Auguste III de Pologne.
L'ingérence de diverses puissances étrangères dans l'élection polonaise est ce qui mena au déclenchement de la guerre de succession de Pologne (1733-1738), qui vit s'affronter Auguste III, avec ses alliés autrichiens et russes, contre les partisans de Leszczyński, alliés de la France. La Prusse envoya à contrecœur 10 000 soldats soutenir ce dernier. Dans le traité de Vienne de 1738, qui mit officiellement fin à la guerre, Stanislas Leszczyński renonça à sa prétention au trône de Pologne et fut fait duc de Lorraine en compensation.